# セファセトリル
セファセトリル（英：Cefacetrile（INN）、cephacetrileとも表記）は、グラム陽性菌及びグラム陰性菌による感染症に有効な広域スペクトルの第一世代セファロスポリン系抗生物質である。
静菌性抗生物質である。セファセトリルはCelospor、Celospor、Celosporの商品名で販売されており、乳牛の乳腺感染症の治療にはVetimast として販売されている。

## 合成

セファセトリルの合成: (1966 to :en:Ciba-Geigy).

7-ACA（7-アミノセファロスポラン酸）とシアノアセチルクロリドをトリブチルアミンの存在下で反応させ作成された。